# Zumwalt-klass
Denna artikel handlar om krigsfartyget Zumwalt. För spökstaden i Oregon, se Zumwalt, Oregon
Zumwalt-klass är en klass av amerikanska jagare avsedda för att attackera landmål. Klassen är namngiven efter amiral Elmo Zumwalt (1920–2000) som är den hitintills yngste att inneha posten som Chief of Naval Operations (1970–1974). Från början avsåg man att beställa 32 fartyg av klassen men stora kostnadsökningar har efterhand reducerat beställningen till endast tre fartyg.

## Konstruktion
Fartygen har smygegenskaper, (eng. stealth), och är utformade för att kunna fullgöra många olika typer av uppgifter. Ett av de mer framträdande dragen i konstruktionen är den inverterade stäven och de inåtlutande skrovsidorna som reducerar fartygets radarmålyta.
Zumwalt-klassen har ett framdrivningssystem av typen IEP vilket innebär att både huvudmaskiner och hjälpmaskiner genererar elektricitet i ett gemensamt trefas elsystem som driver både propellermotorer samt kringsystem som belysning, värme och radar. Två Rolls-Royce MT30 gasturbiner på vardera 35,4 MW står för huvuddelen av fartygens effektbehov samt två Rolls-Royce RR4500 gasturbiner på vardera 3,8 MW. Framdrivningen består av två asynkronmotorer på totalt 78 MW som driver varsin propeller.
Huvudartilleriet utgörs av två torn med vardera en 155 mm Advanced Gun System pjäs. Syftet med Advanced Gun System var att kunna ge eldunderstöd mot markmål i samband med amfibieoperationer, något som traditionellt har varit slagskeppens roll i amerikanska flottan, beslutet att stryka de sista slagskeppen ur Iowa-klassen ur från fartygsregistret på 1990-talet utlöste en intensiv debatt om eldunderstöd och kom att bli den drivande faktorn bakom utvecklingen av Advanced Gun System. Även om Advanced Gun System har kalibern 155 mm så kan den inte avfyra samma granater som vanliga 155 mm fälthaubitsar utan kan bara avfyra den speciella LRLAP (Long Range Land Attack Projectile). LRLAP är en raketgranat med GPS samt tröghetsnavigering som kan fälla ut vingar för att glidflyga mot målet och kan därigenom nå en räckvidd på 83 nautiska mil (150 kilometer) och en precision på 50 meter. Granaten började utvecklas 2003 av Lockheed Martin. År 2016 avbröts upphandlingen av granaten då styckkostnaden hade stigit till åtminstone 800 000 dollar, vilket lämnar Advanced Gun System utan en projektil att skjuta och därmed Zumwalt-klassen med ett oanvändbart huvudartilleri.
Sekundärartilleriet avsågs från början att bestå av två torn med Mk 110 57 mm automatkanoner men ersattes 2012 med två Mk 46 30 mm automatkanoner som en besparingsåtgärd.

## Fartyg i klassen

### USS Zumwalt (DDG-1000)
Beställt: 14 februari 2008, Kölsträckt: 17 november 2011, Sjösatt: 28 oktober 2013, Levererad: 20 maj 2016, I tjänst: 7 september 2016

USS Zumwalt är det första fartyget i klassen och det första skeppet som är namngivet efter amiral Elmo Zumwalt. Det beställdes den 14 februari 2008 och kölsträcktes den 17 november 2011 på Bath Iron Works varv i Bath, där det sjösattes den 28 oktober 2013. Fartyget togs i tjänst den 7 september 2016 i Stillahavsflottan och har sin hemmahamn i San Diego.

### USS Michael Monsoor (DDG-1001)
Beställt: 15 september 2011, Kölsträckt: 23 maj 2013, Sjösatt: 21 juni 2016, Levererad: 24 april 2018, I tjänst: 26 januari 2019

Fartyget är namngivet efter Navy SEAL-soldaten Michael Monsoor som postumt belönades med Medal of Honor. Det beställdes den 15 september 2011 och kölsträcktes den 23 maj 2013 på Bath Iron Works varv i Bath, där det sjösattes den 21 juni 2016. Fartyget togs i tjänst den 26 januari 2019 i Stillahavsflottan och har sin hemmahamn i San Diego.

### USS Lyndon B. Johnson (DDG-1002)
Beställt: 15 september 2011, Kölsträckt: 30 januari 2017, Sjösatt: 12 september 2018

Är namngivet efter presidenten Lyndon B. Johnson som tidigare tjänstgjorde i USA:s flotta. Det beställdes den 15 september 2011 och kölsträcktes den 30 januari 2017 på Bath Iron Works varv i Bath, där det sjösattes den 12 september 2018.